# Stanisław Skibicki
Stanisław Skibicki (ur. 1 stycznia 1894 w Zahajcach, zm. 20 lipca 1966 w Gdańsku) – oficer Wojska Polskiego w stopniu kapitana, działacz niepodległościowy, urzędnik państwowy.

## Życiorys
Urodził się w rodzinie zarządcy dóbr ziemskich Stanisława i jego żony Franciszki z Aksentowiczów vel Arentowiczów. 
Uczęszczał do szkół ludowych w Czerniowcach i Kołomyi. Uczył się w gimnazjach w Kołomyi, II gimnazjum w Stanisławowie i w filii VII gimnazjum we Lwowie, gdzie w 1913 r. zdał egzamin dojrzałości. Podczas nauki gimnazjalnej należał do organizacji patriotycznych: od 1908 r. do stanisławowskiego oddziału Organizacji Młodzieży Niepodległościowej "Zarzewie", a od 1910 r. do uzyskania matury do Organizacji Młodzieży Narodowej - oddział we Lwowie. Od 1913 r. studiował prawo na Uniwersytecie Lwowskim.
W czasie I wojny światowej został powołany do służby wojskowej (od 18 czerwca 1915 r.) w 18. Pułku Piechoty Obrony Krajowej armii Austro-Węgier. W 1915 r. uczęszczał na kurs oficerski w Szkole Oficerskiej w Oradei. Po jej ukończeniu służył w 20. Pułku Piechoty Obrony Krajowej. Początkowo jako dowódca sekcji, później dowódca plutonu, a od sierpnia 1918 r. jako dowódca kompanii. 
Niedługo po odzyskaniu przez Polskę niepodległości, 14 listopada 1918 r. jako ochotnik wstąpił do 32. Pułku Strzelców. Został mianowany porucznikiem WP. Następnie, na przełomie 1918 i 1919 r. służył jako dowódca plutonu w 1. Pułku Strzelców Podhalańskich w Nowym Sączu. Następnie, w lutym 1919 r., został skierowany do likwidacji Republiki Tarnobrzeskiej. Przez resztę 1919 r. służył na pograniczu polsko-czechosłowackim.
Od 17 kwietnia 1920 r. służył jako dowódca kompanii w Nowym Sączu i Bielsku. Został skierowany na front wojny polsko-bolszewickiej. Urlopowany bezterminowo w listopadzie 1920 r., a 26 stycznia 1922 r. przeniesiony do rezerwy. Po przejściu do rezerwy kontynuował studia. W czerwcu 1918 r. zdał egzamin historyczno-prawny. Trzy lata później złożył egzamin sądowy. Natomiast w maju 1922 r. zdał egzamin nauk politycznych. W latach 1922–1923 pracował w Urzędzie Wojewódzkim Stanisławowskim na stanowisku prowizorycznego aplikanta konceptowego, w latach 1923–1924 komisarza powiatowego, a w latach 1924–1925 sekretarza wojewódzkiego. Następnie, w latach 1925–1934 pracował w tym samym urzędzie jako referendarz. Równocześnie od 1929 r. do 1934 r. był pełniącym obowiązki kierownika oddziału prezydialno-personalnego wspomnianego urzędu. 10 stycznia 1934 r. został mianowany starostą powiatowym radomskim. Był nim de iure do 16 września 1934 r. Stanowisko zdał 6 października tego roku. Następnie pracował w Urzędzie Wojewódzkim Pomorskim w Toruniu. W latach 1934–1935 był inspektorem i kierownikiem oddziału. W latach 1935–1938 był referendarzem, a następnie naczelnikiem Wydziału Ogólnego w Komisariacie Rządu w Gdyni. Od 1938 r. był radcą w Urzędzie Wojewódzkim Warszawskim. Następnie, od lipca 1939 r., pracował w Ministerstwie Spraw Wewnętrznych. We wrześniu 1939 r. ewakuował się z Warszawy w kierunku południowo-wschodnim. Granicy najprawdopodobniej nie przekroczył.
Podczas okupacji zamieszkiwał w Kołomyi i Warszawie, gdzie pracował w zakładzie oczyszczania miasta.
Po wyzwoleniu, w styczniu 1945 r., zgłosił się do pracy w Urzędzie Wojewódzkim Krakowskim. Następnie przeniósł się do Szczecina, potem do Gdańska. Zmarł w tym mieście w 1966 r. i został pochowany na cmentarzu Oliwskim (kwatera 7-A-24).
Był żonaty od 1928 r. z Anielą z domu Romaszkan.

## Ordery i odznaczenia
- Złoty Krzyż Zasługi (12 czerwca 1946)[2]